# Виноделие в Греции

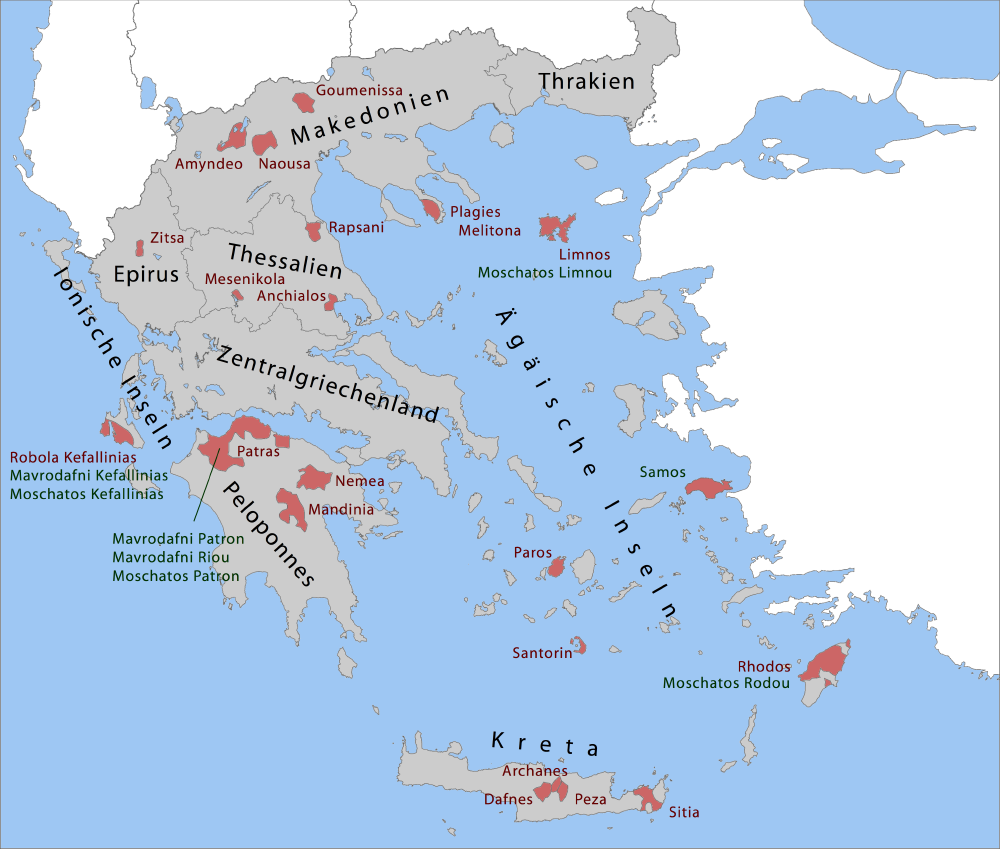
Карта регионов Греции, в которых производятся вина ΠΟΠ:
Аппелласьоны ΟΠΑΠ
Аппелласьоны ΟΠΕ

Греческие вина на протяжении столетий были преимущественно сладкими и вырабатывались из заизюмленного винограда местных (автохтонных) сортов. По состоянию на 2005 год лишь половина территории, пригодной для размещения виноградников, использовалась по этому назначению. При этом 10 % собранного урожая винограда употреблялось в свежем виде, 30 % подвергалось сушке для получения изюма и лишь 7 % произведённого в Греции вина шло на экспорт (тогда как в среднем по Евросоюзу эта цифра составляла 31 %).
До начала XXI века визитной карточкой греческого виноделия оставалось белое вино с добавлением ароматической смолы — рецина. В последние десятилетия многие винодельческие хозяйства сосредоточились на производстве сухих вин по современной западной технологии.

## История
Греция — одна из самых древних стран-производителей вина. Археологами обнаружены свидетельства производства вина на территории страны ещё в середине 5-го тысячелетия до н. э. Вино было основным напитком античности и потреблялось всеми группами населения с юного возраста, хотя и в сильно разбавленном виде. Вместе с греческой колонизацией вино стало распространяться далее на запад по берегам Средиземного моря. Античные вина хранились и транспортировались в глиняных сосудах — амфорах. Во времена Римской империи состоятельные римляне считали особым деликатесом хиосское вино, но вывозили из Греции и вина попроще. 

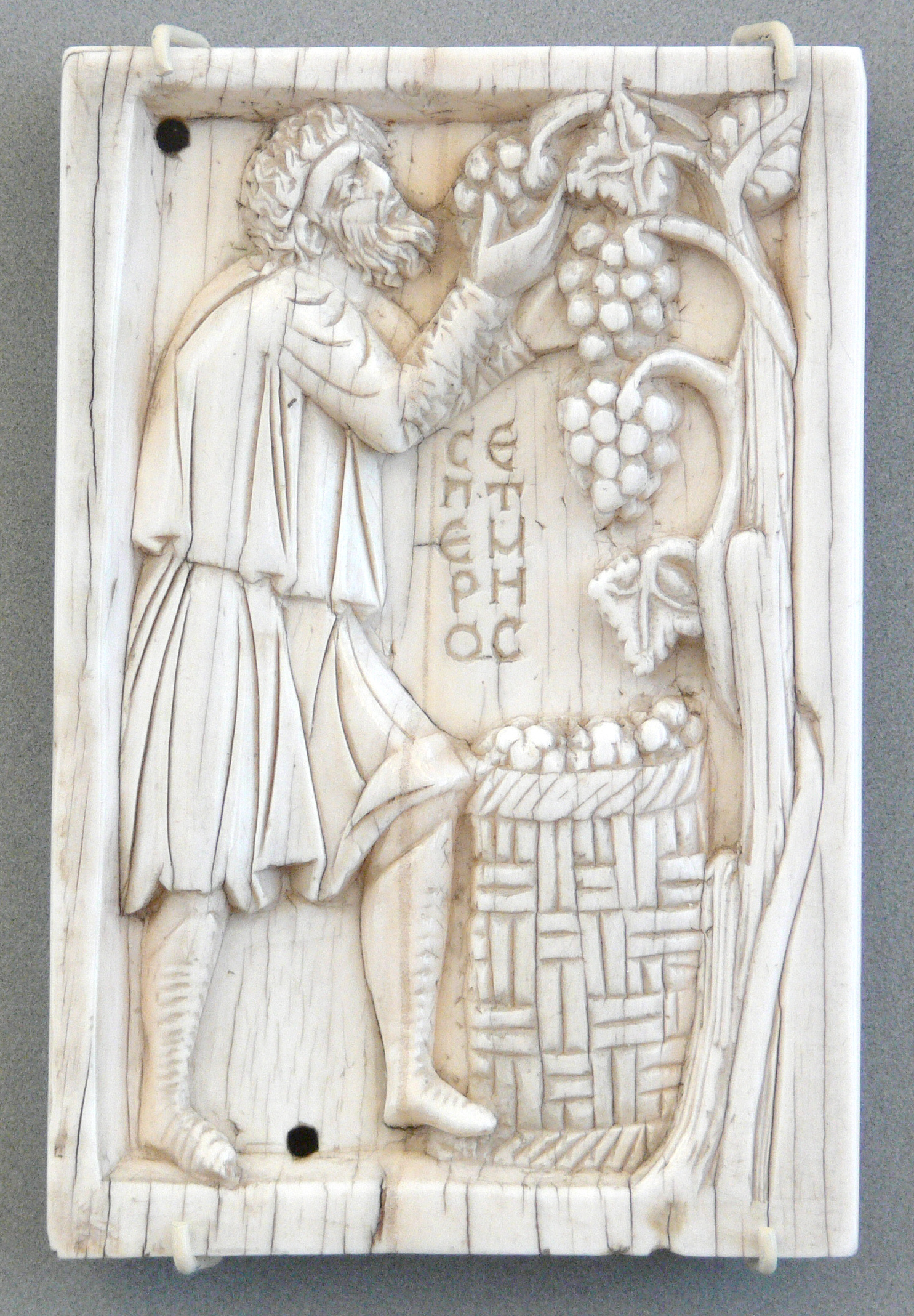
Аллегорическое изображение сентября на византийском рельефе X-XI веков

В XIV веке при посредничестве венецианских купцов сложилась система вывоза греческих вин через порт Монемвасия на запад. Конечными их потребителями часто оказывались фламандцы и англичане, особенно ценившие сладкую и насыщенную мальмазию с Крита. В обмен на вино они отгружали шерсть и изделия из неё, которые доставлялись венецианцами в области, населённые греками.
Оккупация территории Греции турками в XV веке остановила дальнейшее развитие виноделия, так как исповедуемый ими ислам не одобряет производство и потребление вина. Вплоть до обретения Грецией независимости в 1820-е годы продолжало производиться только домашнее и причастное вино (для использования в церковных таинствах), а бо́льшая часть собранного урожая винограда перерабатывалась по восточной традиции в изюм. 
В продолжение XIX века Греция поставляла на мировые рынки преимущественно дешёвое, низкокачественное коринковое вино в бочках, которое смешивалось в других странах с местными виноматериалами. Серьёзный удар по развитию виноделия нанесла эпидемия филлоксеры на рубеже XIX и XX веков. После Второй мировой войны стали предприниматься усилия по модернизации винной промышленности и по продвижению за рубежом уникального для Греции смоляного вина — рецины.
Лишь свержение диктатуры «чёрных полковников» в 1974 году создало условия для приведения местного законодательства о вине в соответствие с принципами и нормами Европейского союза. С этого времени неуклонно растёт выработка сухих вин, предназначенных на экспорт. С целью получения качественных вин постепенно осваиваются наиболее интересные терруары в нагорных, самых прохладных регионах на севере страны.

## Классификация

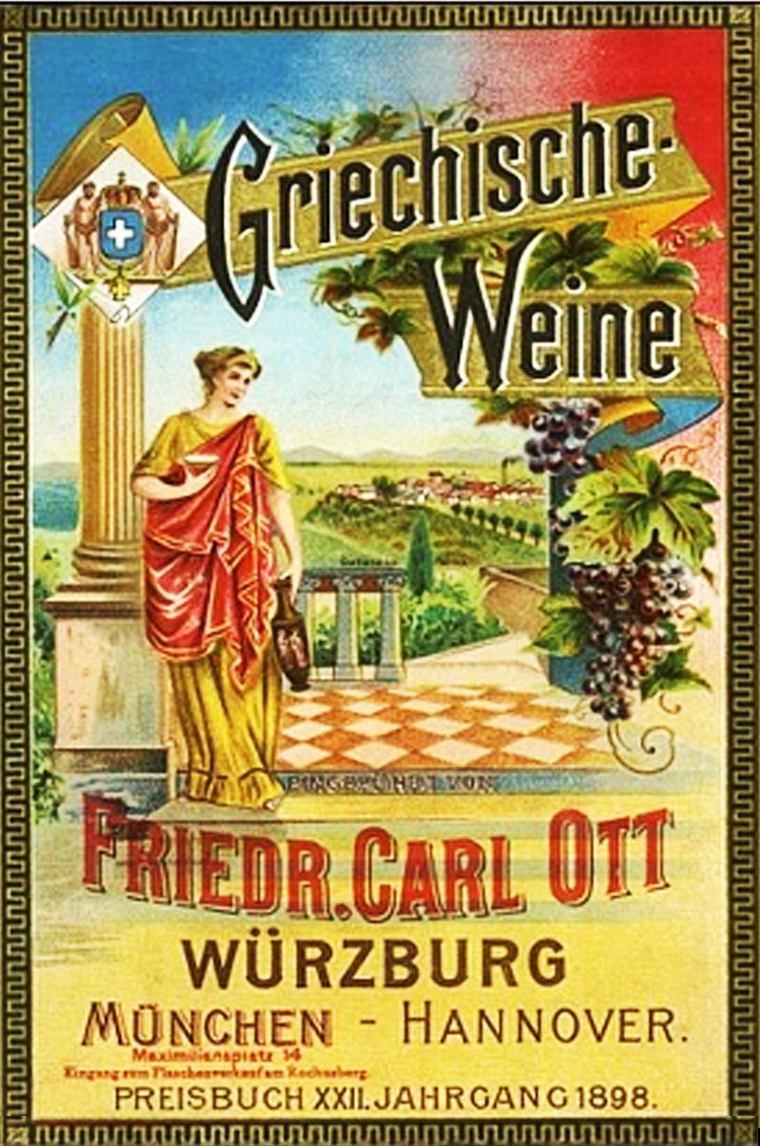
Обложка каталога греческих вин (1898)

Современная классификация греческих вин постоянно меняется. До конца XX века деление шло на несколько категорий по аналогии с классификацией вин в Италии и Испании. Первая из которых – это вина, контролируемые по качеству (Οίνος με ονομασία προελεύσεως ελεγχόμενη). Следующая категория — фирменные вина, контролируемые по качеству и происхождению (Οίνος με ονομασία προελεύσεως ανωτέρας ποιότητας). Также выделяли местные вина (Οίνος τοπικός) и столовые вина (Οίνος επιτραπέζιος).
Греческая система контроля качества Προστατευόμενη ονομασία προέλευσης (Π.Ο.Π.) соответствует французской схеме контроля подлинности происхождения (AOC), верхней ступени «пирамиды» являются вина Ονομασία Προέλευσης Ανωτέρας Ποιότητας (Ο.Π.Α.Π.), соответствующие винам фр. Vin de qualité produit dans une région déterminée (VQPRD) — марочное вино, произведённое в определённом регионе.
В соответствии с Регламентом Совета Европейского союза № 479/2008 от 29.04.2008 г. «Об организации общего рынка вина» и Регламентом Европейской комиссии № 607/2009 от 14.07.2009 г. «Об отдельных специальных правилах применения Постановления Совета ЕС № 479/2008» вина Греции делятся на следующие категории:
- Вина ΠΟΠ — «продукты ΠΟΠ» являются продуктами «защищённого наименования места происхождения». В эту категорию входят вина, произведённые в определённом регионе (VQPRD), а именно вина ΟΠΑΠ и вина ΟΠΕ.
- Вина Προστατευόμενη Γεωγραφική Ένδειξη (Π.Γ.Ε.) — «продукты ΠΓΕ» являются продуктами «защищённого географического указания». В эту категорию входят местные вина и вина с «историческими наименованиями» («Ονομασία κατά Παράδοση»), имеющие установленную географическую индикацию, а именно вино Вердея[фин.] и 15 вин Рецина.
- Сортовые вина (Ποικιλιακοί οίνοι) — новая категория вин, которая включает столовые вина, которые соответствуют условиям и контролю, установленным в статье 63 Регламента 607/2009. Этим винам предоставляется право маркировать свой винтаж и сортовой состав (но не географическое указание), в отличие от простых столовых вин.
- Столовые вина (Επιτραπέζιοι οίνοι): «Простые» столовые вина — это категория вин, которая включает все вина, которые не относятся к категориям ΠΟΠ и ΠΓΕ или к категории сортовые вина. Столовые вина не имеют права отмечать ни год сбора винограда, ни сорта, участвующие в их составе.

## Винодельческие регионы

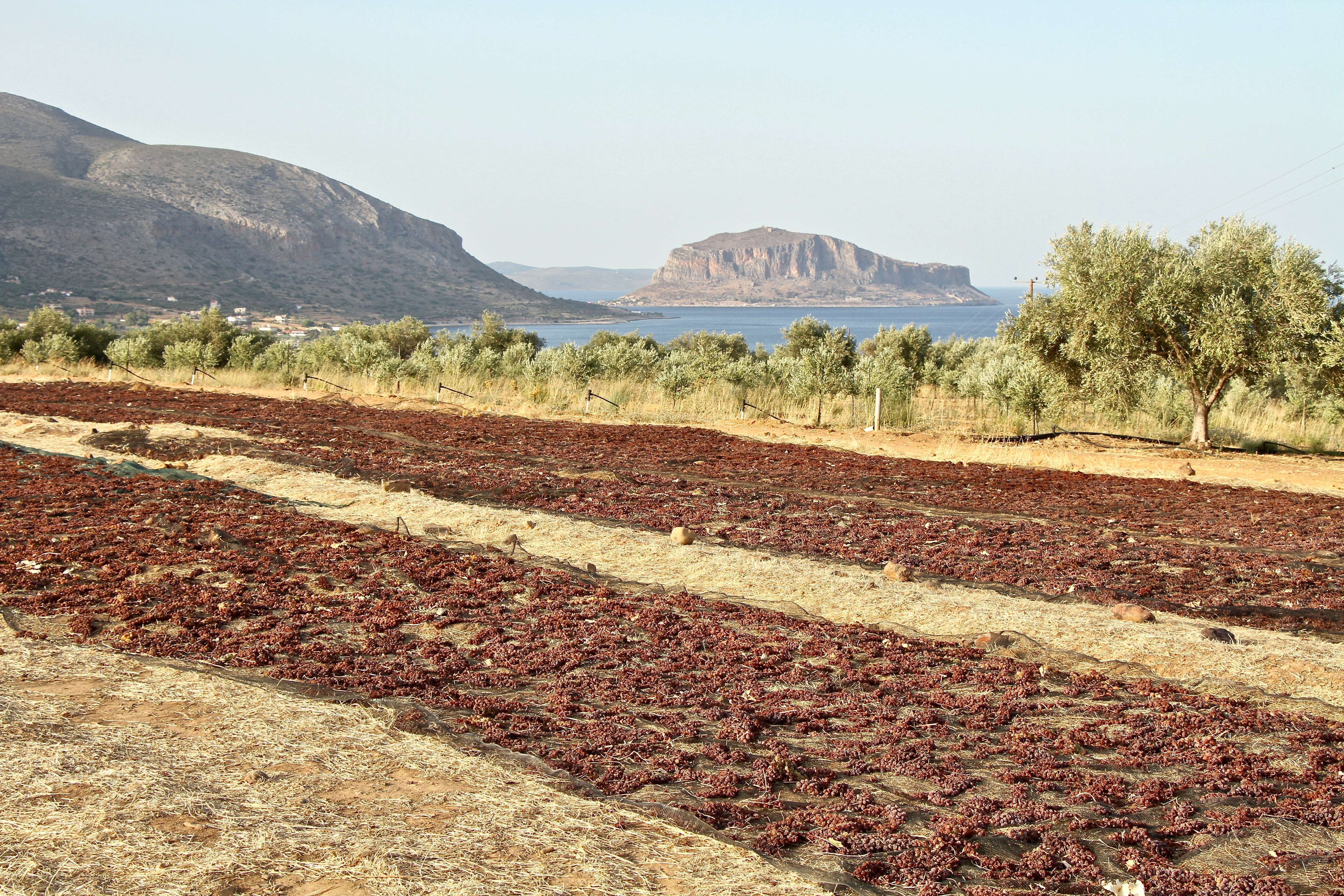
Сушка собранного винограда для производства греческой «Мальвазии»

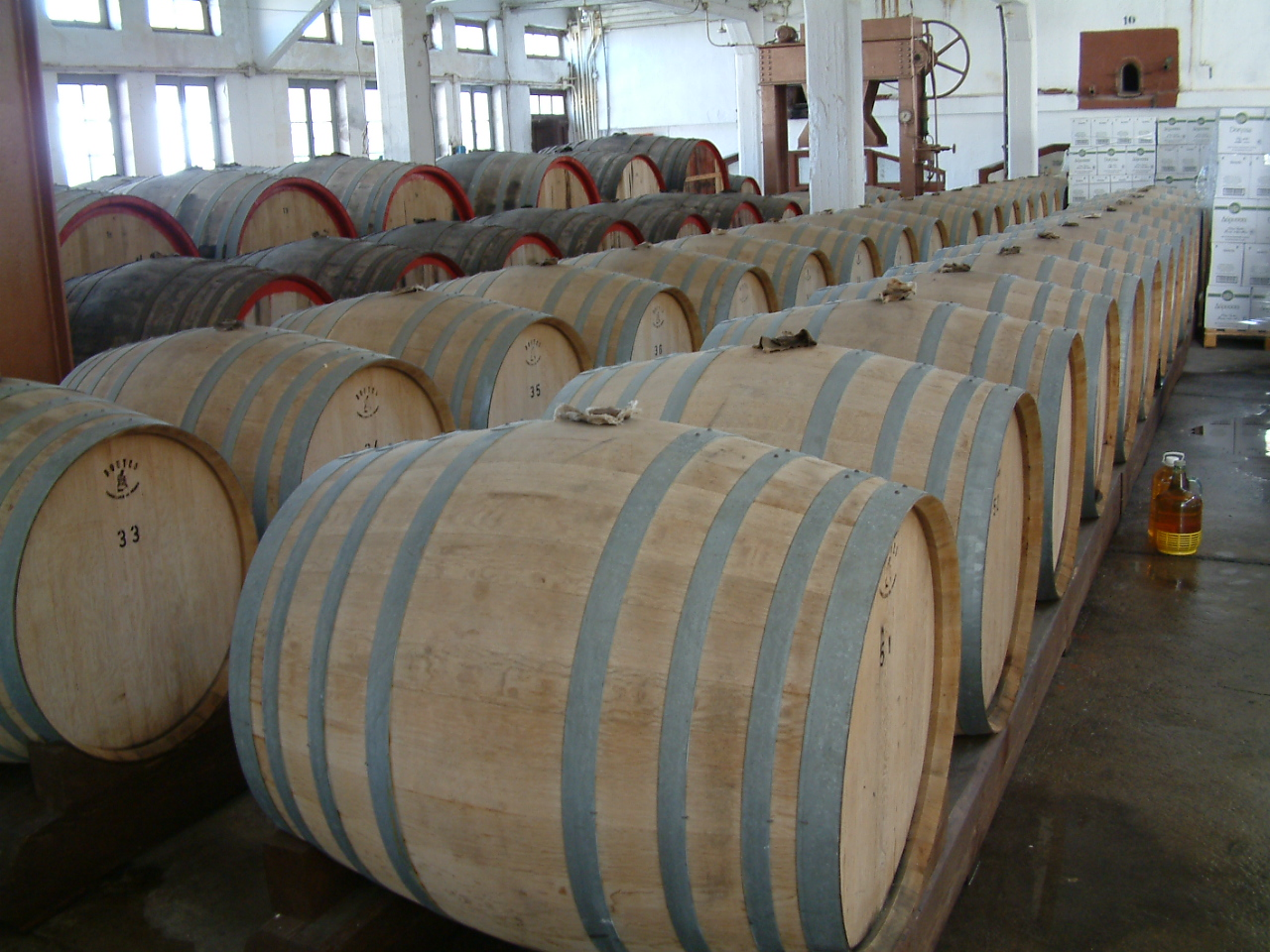
Винодельня на острове Самос

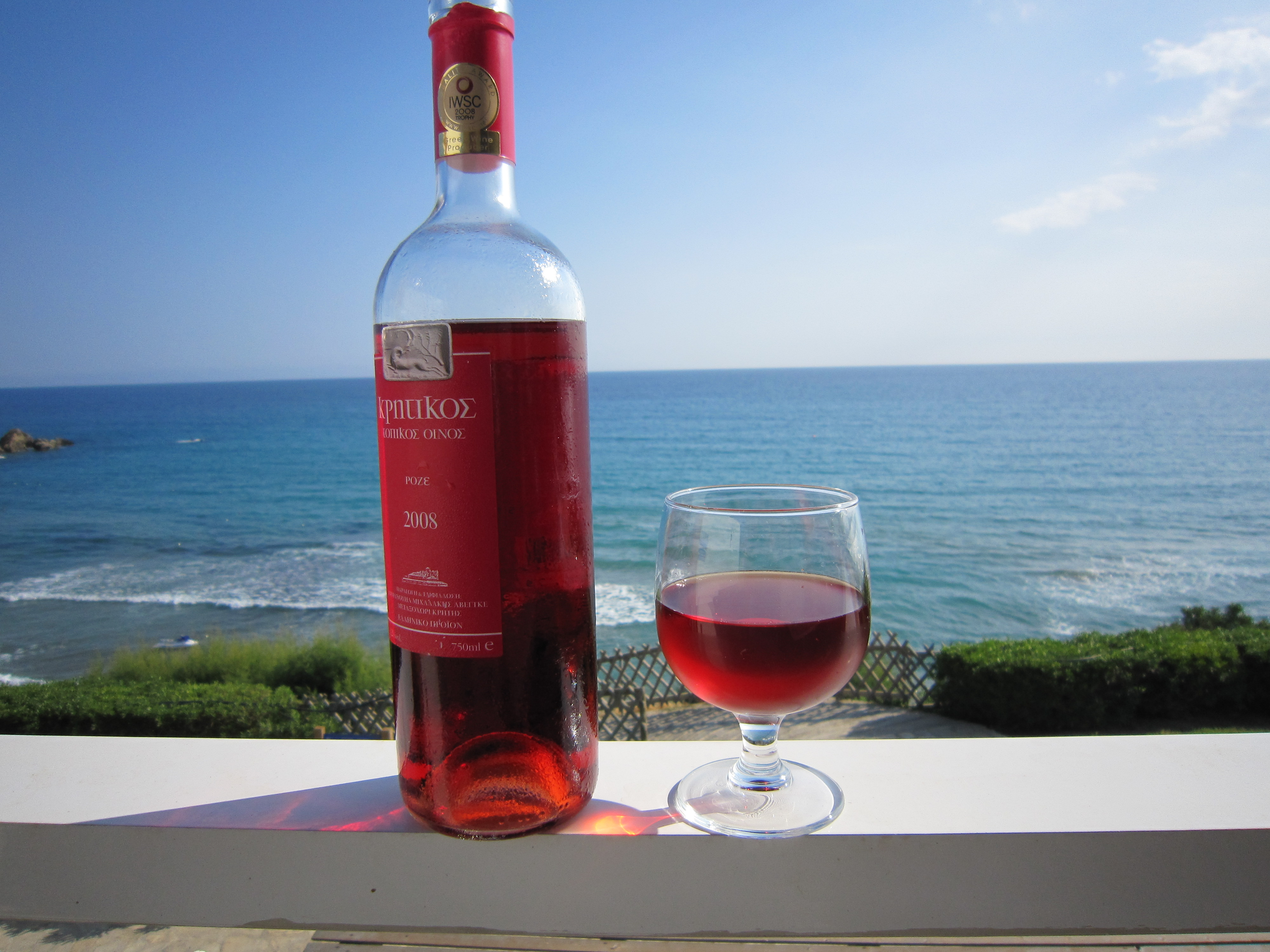
Розовое вино с острова Крит

Острова Эгейского моря:
- Лемнос
- Парос (мальвазия)
- Родос (атири)
- Самос (мускат)
- Санторини (винсанто)

Крит:
- Ахранес
- Сития (мальвазия)

Центральная Греция:
- Анхиалос
- Аттика
- Фессалия

Эпир:
- Зица

Острова Ионического моря:
- Кефалиния

Македония:
- Аминдео
- Эпаноми
- Гуменисса
- Наусса

Пелопоннес:
- Монемвасия (мальвазия)
- Мантинея
- Патры
- Немея

## Сорта винограда

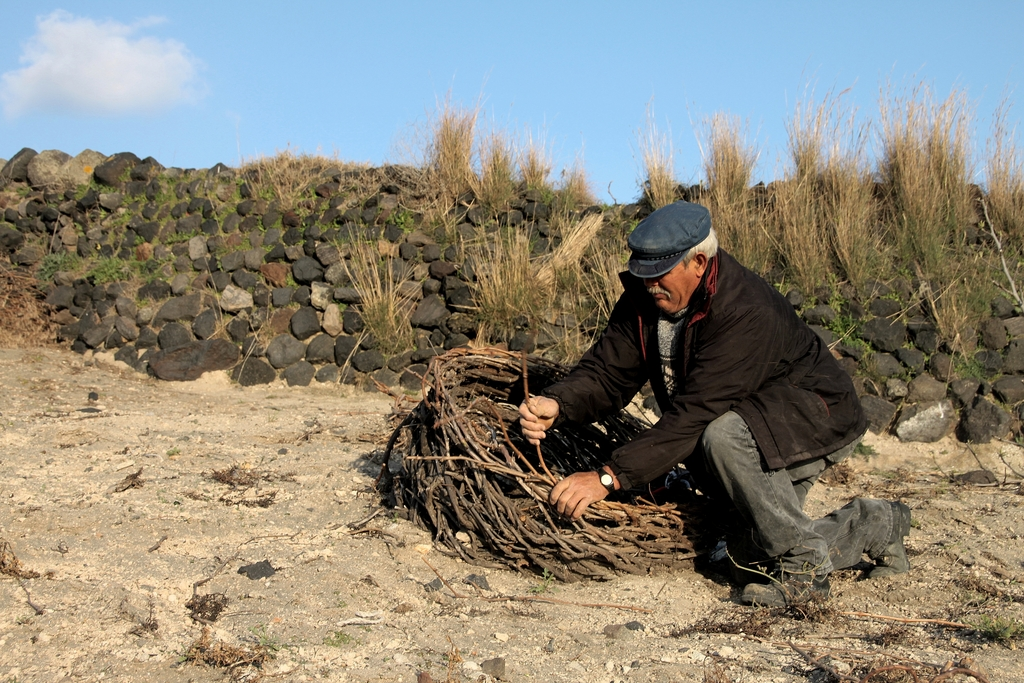
Защита лоз от сильных ветров, свойственных острову Санторини

Красное вино
- Агиоргитико
- Ксиномавро
- Мандилария, иногда называемая Мандиларья.
- Мавродафни
- Коцифали

Белое вино
- Аидани (Aidani)

Древний сорт греческого винограда, который в основном произрастает на островах архипелага Киклады. Вина, изготовленные из этого сорта винограда, имеют приятный аромат со средним уровнем алкоголя и кислотности.
- Асиртико (Assyritiko)

Греческий сорт белого винограда — один из лучших сортов Средиземноморья. Произрастающий на вулканических почвах острова Санторини, он используется для производства вин насыщенных, экстрактивных, полных с хорошим балансом минеральности и кислотности. За последние 25 лет этот сорт винограда выращивали во многих регионах Греции, включая области Македония и Аттика, где он обладает более мягким и фруктовым характером. Вина из этого сорта хорошо развиваются в течение нескольких лет хранения, достигая пика на 2-3 году жизни.
- Атири (Athiri)

Сорт широко используется для производства вин на островах Родос и Санторини. Он также выращивается и в других областях Греции, такие как Македония и Аттика. Вина, произведенные с этого сорта винограда ароматные, мягкие и округлые.
- Вилана (Vilana)

Широко культивируется на Крите, где дает преимущественно несложные вина с цитрусовым букетом.
- Дебина (Debina)

Сорт винограда выращивается в ограниченных количествах в Эпире. Несмотря на это данный сорт дает возможность производить одни из наиболее элегантных белых греческих вин — сухие, полусухие и слабо-игристые. 
- Кидоница (Kidonitsa)

Очень редкий сорт, дающий сухие вина с умеренной кислотностью и характерным ароматом зрелой айвы.
- Лагорти (Lagorthi)

Сорт происходит из Калавриты, северной части полуострова Пеллопоннес. Вина из данного сорта отличает средний уровень алкоголя, выраженная кислотность и сложный букет с минеральными тонами, оттенками цитрусовых, а также сладких фруктов — персика и абрикоса.
- Малагусия (Malagousia)

Сравнительно редкий сорт винограда, дающий интенсивные вина с ароматом экзотических фруктов, жасмина, мяты и цитрусовых. В последнее время активно развивается виноделами, площади посадки увеличиваются.
- Мосхофилеро (Moschofilero)

Сорт винограда с розовой кожицей. Наиболее активно культивируется в Мантинее (Пелопоннес). Вина (белые) очень яркие, с весьма высокой кислотностью. Ароматы преимущественно цветочные, и сладко-фруктовые.
- Робола (Robola)

Сорт горной местности острова Кефалония, дающий весьма свежие вина с преимущественно цитрусовыми тонами в ароамтике и хорошими минеральными оттенками.
- Родитис (Roditis)

Сорт винограда с розовой кожицей. Произрастает в основном в окрестности города Патры и хорошо развивается на сравнительно бедных почвах. Дает богатые, но не тяжелые вина с невысокой кислотностью и оттенками дыни и персиков в аромате.
- Саватияно (Savatiano)

Самый популярный сорт региона Аттика. Является одним из основных сортов для производства элегантных, спокойных вин с цветочными и фруктовыми нотами букета.